# Джон Барт
Джон Симънс Барт (на английски: John Simmons Barth) е съвременен американски писател, автор на романи и разкази, един от бащите на американския постмодернизъм.

## Биография
Джон Барт е роден на 27 май 1930 г. в Кеймбридж (Мериленд). Още от дете го наричат Джак. Барт има по-голям брат, Бил, и сестра близначка, Джил. За кратко следва „Основна теория и майсторство на оркестрацията“ в Джулиард преди да бъде приет в Университета „Джонс Хопкинс“, където получава бакалавърска (през 1951) и магистърска степен (през 1952). Магистърската му дипломна работа е конспектът за роман Дрехата на Нес.
Барт преподава като професор в Пенсилванския държавен университет (на английски: The Pennsylvania State University) между 1953 и 1965 г. През 60-те години („силните години на Америка“) се премества в Държавния университет на Ню Йорк в Бъфало (на английски: University at Buffalo, The State University of New York), където преподава между 1965 и 1973 г. През този период се запознава със „забележителните есета“ на аржентинския писател Хорхе Луис Борхес, който го вдъхновява за сборника с разкази Изгубен в увеселителния парк.
След това преподава в Бостънския университет (гост професор, 1972 – 73) и Университета „Джонс Хопкинс“ (1973 – 95), преди да се пенсионира през 1995 г.

## Творчество
Писателската кариера на Барт започва с Плаващата опера (1956) и Краят на пътя (1958), два кратки романа, които се занимават съответно с дискусионни теми като самоубийството и абортите. Те са откровено „реалистични“ повествования; както по-късно остроумно отбелязва самият Барт, те „не знаят, че са романи“.
Факторът махорка (1960) първоначално е замислен като роман, завършващ трилогия, отпочната с първите два „реалистични“ романа на Барт, но като резултат от промяната в художествените възгледи на писателя, той е развит в крайна сметка в съвсем друг проект. С този свой роман Барт открива за себе си постмодернизъм.
Следващият роман на Барт, Момчето козле Джайлс (над 800 страници), е суперфикция (speculative fiction), основана на представата за университета като универсум. Момче, отгледано от кози, открива човешката си природа и се превръща в спасител на разказ, представен като компютърен файл, предаден на Барт, който отрича, че разказът е негов. В хода на романа Джайлс осъществява всички задачи, предписани от Джоузеф Камбъл във влиятелната му книга Героят с хиляди лица. Докато пише романа си, Барт държи закарфичен на стената на работния си кабинет списък с тези задачи.
Сборникът с разкази Изгубен в увеселителния парк (1968) и сборникът с три повести Химера (1972) са още по-ярки представители на метафикционалната проза, поставяща на преден план процеса на самото писане и използваща активно похвата „разказ в разказа“. Химера е единият от двата романа носители на Националната награда за белетристика за 1973 г.
В романа ПИСМА (1979) Барт вкарва в действие героите от първите си шест книги.
Издадената през 1994 г. Имало едно време: Плаваща опера разиграва различни стереотипни герои, герои архетипи, в стереотипни за литературата ситуации.

## Възгледи и художествени критерии
Творчеството на Барт се характеризира с историческо съзнание за литературната традиция и с практикуване на пренаписването, типично за постмодернизма. Сам казва: „Не съм сигурен какъв е възгледът ми за историята, но със сигурност включва толериране на повторението и завръщането, преоркестрирането и репризата.“ За постмодерното художествено светоусещане на Барт централен похват е пародията.
През 1967 г. Барт публикува често цитираното и полемично есе, приемано за манифест на американския постмодернизъм, The Literature of Exhaustion (първа публикация в сп. The Atlantic, 1967). В него реализмът е описан като морално остаряла традиция; собствените си творби Барт си представя като „романи, които наподобяват формата на роман, с автор, който играе ролята на автор“.

## Барт на български
И трите повести от най-добре приетата му книга – „Химера“, са преведени в началото на 80-те години и публикувани в различни броеве на списание „Съвременник“.

## Признание и награди
- 1956 – Финалист за Националната награда за белетристика (на английски: National Book Award for Fiction) за романа Плаващата опера[10]
- 1966 – Стипендия за литература на Националния институт на изкуствата и словесността (на английски: National Institute of Arts and Letters)
- 1965 – Носител на наградата на Университета „Брендайс“ (на английски: Brandeis University) за креативност в литературата
- 1965 – 66 – Стипендия за литература на Рокфелеровата фондация
- 1968 – Номинация за Националната награда за белетристика за романа Lost in the Funhouse.
- 1973 – Носител на Националната награда за белетристика с романа си Химера (поделя я с Джон Едуард Уилямс и романа му „Август“[5]
- 1974 – Избран за член на Американската академия на изкуствата и словесността (на английски: American Academy of Arts and Letters)
- 1974 – Избран за член на Американската академия на изкуствата и науките (на английски: American Academy of Arts and Sciences)[11]
- 1997 – Носител на наградата „Франсис Скот Фицджералд“ за изключителен принос за американската белетристика (на английски: F. Scott Fitzgerald Award for Outstanding Achievement in American Fiction)
- 1998 – Носител на наградата на Фондация „Ланан“ (на английски: Lannan Foundation) за цялостен принос
- 1998 – Носител на наградата ПЕН/Меламъд за майсторство в разказа (на английски: PEN/Malamud Award)
- 1999 – Носител на наградата на Общество „Енок Прат“ за цялостен принос в литературата (на английски: Enoch Pratt Society's Lifetime Achievement in Letters Award)
- 2008 – Носител на иранската литературна награда „Рузи Розегари“ за най-добра преводна белетристична творба за Плаващата опера[12][13]

### Белетристика
- The Floating Opera („Плаващата опера“) (1956)
- The End of the Road („Краят на пътя“) (1958)
- The Sot-Weed Factor („Факторът махорка“) (1960)
- Giles Goat-Boy, or, The Revised New Syllabus („Момчето козле Джайлс или Преработеният нов конспект“) (1966)
- Lost in the Funhouse: Fiction for Print, Tape, Live Voice („Изгубен в увеселителния парк: Проза за отпечатване, записване на лента, жив глас“) (разкази) (1968)
- Chimera („Химера“) (три свързани повести) (1972)

първата повест „Дуниазадиада“ е издадена в бр.2 на списание „Съвременник“ от 1992 г.
- LETTERS („ПИСМА“) (1979)
- Sabbatical: A Romance („Седмата година: Романс“) (1982)
- The Tidewater Tales („Разкази за наводнения“) (1987)
- The Last Voyage of Somebody the Sailor („Последното пътуване на моряка Някой“) (1991)
- Once upon a Time: A Floating Opera („Имало едно време: Плаваща опера“) (мемоарен роман) (1994)
- On with the Story („На ти с историята“) (разкази) (1996)
- Coming Soon!!!: A Narrative („Очаквайте скоро!!!: Повествование“) (2001)
- The Book of Ten Nights and a Night: Eleven Stories („Книга на десетте нощи плюс още една: Единайсет разказа“) (2004)
- Where Three Roads Meet („Там, където се събират три пътя“) (три свързани повести) (2005)
- The Development: Nine Stories („Напредък: Девет разказа“) (2008)
- Every Third Thought: A Novel in Five Seasons („Всяка трета помисъл: Роман в пет сезона“) (2011)

### Есета
- The Friday Book („Книга на петъците“) (1984)
- Further Fridays („Още петъци“) (1995)
- Final Fridays („Последни петъци“) (2012)

## За него
- Rovit, Earl, „The Novel as Parody: John Barth.“ Critique 6 (Fall 1963).
- Weixlmann, Joseph. John Barth: a descriptive primary and annotated secondary bibliography, including a descriptive catalog of manuscript holdings in United States libraries.   Garland Publishing, 1976.
- Clavier, Berndt. John Barth and Postmodernism: Spatiality, Travel, Montage.   Peter Lang, 2007. ISBN 978-0-8204-6385-8.
- Gerdes, Eckhard. John Barth, Bearded Bards and Splitting Hairs: The Journal of Experimental Fiction Seventeen.   iUniverse, 2001. ISBN 978-1-4759-0189-4.
- Fogel, Stanley, Slethaug, Gordon. Understanding John Barth.   University of South Carolina Press, 1990. ISBN 978-0-87249-660-6.
- Harris, Charles B. Passionate Virtuosity: The Fiction of John Barth.   University of Illinois Press, 1983. ISBN 978-0-252-01037-8.
- Vine, Richard Allan. John Barth: An Annotated Bibliography.   Scarecrow Press, 1977. ISBN 978-0-8108-1003-7.
- Walkiewicz, E. P. John Barth.   Twayne Publishers, 1986. ISBN 978-0-8057-7461-0.